# Dja-Schlitznase
Die Dja-Schlitznase, auch Ja-Schlitznase (Nycteris major), ist eine seltene Fledermausart der Gattung der Schlitznasen (Nycteris), die bisher in West- und Zentralafrika nachgewiesen wurde.

## Beschreibung
Die Dja-Schlitznase ist mit etwa 12 g und einer Unterarmlänge von durchschnittlich 4,7 cm eine kleine Fledermausart. Äußerlich ähnelt sie der Bate-Schlitznase, die etwas kleiner und leichter als die Dja-Schlitznase ist. Das Fell ist ober- und unterseits braun gefärbt, die Bauchseite wirkt heller. Die Flügel sind ebenfalls dunkelbraun und unbehaart. Die Ohren sind breit und abgerundet, der äußere Rand des Tragus ist auf der Hälfte der Länge konkav geknickt. Wie bei anderen Schlitznasen wirkt das Gesicht oberhalb der Schnauze durch eine Längsfurche zweigeteilt.

## Verbreitung
Das gesamte Verbreitungsgebiet der Dja-Schlitznase ist unbekannt; es wurden bisher nur wenige Exemplare gesammelt. Sie stammen aus der Elfenbeinküste, Gabun, Benin, Liberia, Kamerun und der Demokratischen Republik Kongo und im angrenzenden Sambia.

## Lebensweise
Die Datenlage über die Dja-Schlitznase ist gering, sodass keine gesicherten Erkenntnisse zur Ökologie der Art vorliegen. Die meisten Exemplare wurden im Tieflandregenwald gefangen. Quartiere wurden in Baumhöhlen großer Bäume, aber auch in Gebäuden gefunden. Teilweise wurden in den Quartieren ebenfalls Zyklopen-Rundblattnasen (Hipposideros cyclops) gefunden. Vermutlich jagt die Art in Wäldern, bei Netzfängen gelangen auch Fänge in geringen Flughöhen, sodass die Tiere ihre Beute auch direkt von der Vegetationsoberfläche oder dem Boden absammeln könnten.

## Etymologie & Forschungsgeschichte
Die Dja-Schlitznase wurde von Knud Christian Andersen unter dem Namen Petalia major erstbeschrieben. Der Fundort der Fledermaus war nahe dem Fluss Dja, auf den der Name der Art hinweist.

## Gefährdung
Seitens der IUCN erfolgt keine Gefährdungseinschätzung der Art, da die Datenlage zu gering ist („data deficient“). Da die Art im Tieflandregenwald vorkommt und selten ist, ist sie vermutlich durch Rodungen gefährdet.